# مراتب التلاوة
في علم التجويد، عند قراءة القرآن نحتاج إلى مراتب نقرأ بها، وهذه المراتب الثلاث كلها جائزة، وهي: التحقيق والتدوير والحدر
.
أشار إليها الإمام ابن الجزري في متن «طيبة النشر» في قوله:

## الترتيل
وهو قراءة القرآن بطمأنينة ومن غير عجلة، مع تدبر المعاني ومراعاة أحكام التجويد، وهذه صفة ملازمة لجميع مراتب القراءة الثلاث (لهذا سمي هذا الفن به)؛ حيث نزل بها القرآن الكريم، وأمر الله نبيه بها فقال: ﴿أَوْ زِدْ عَلَيْهِ وَرَتِّلِ الْقُرْآنَ تَرْتِيلًا ۝٤﴾ [المزمل:4] وقال: ﴿وَقَالَ الَّذِينَ كَفَرُوا لَوْلَا نُزِّلَ عَلَيْهِ الْقُرْآنُ جُمْلَةً وَاحِدَةً كَذَلِكَ لِنُثَبِّتَ بِهِ فُؤَادَكَ وَرَتَّلْنَاهُ تَرْتِيلًا ۝٣٢﴾ [الفرقان:32]. وقال الحسن البصري: «اقرأه قراءة بينة».

## التحقيق
وهو إعطاء كل حرف حقه من إشباع المد وتحقيق الهمز، وهو أشد طمأنينة من التدوير وهو المرتبة المستحسنة في مقام التعليم، ولكن لابد أن يتحرز معها من التمطيط والإفراط في إشباع الحركات؛ حتى لا يتولد منها بعض الحروف، من المبالغة في الغنات إلى غير ذلك مما لا يصح.

## التدوير
وهو التوسط بين التحقيق والحدر مع مراعاة أحكام التجويد، ويلي الترتيل في الأفضلية.

## الحدر
وهو القراءة بسرعة مع مراعاة أحكام التجويد من مخارج وصفات وهو ضد التحقيق